# 四农场
四农场，是中华人民共和国河北省唐山市曹妃甸区下辖的一个类似乡级单位。

## 行政区划
四农场下辖以下地区：
第四农场社区、城南村、富康村、向阳村、养殖公司生产队、八里坨村、和顺村和永兴村。